# Pływanie artystyczne na Mistrzostwach Świata w Pływaniu 2022 – duety mieszane technicznie
Duety mieszane technicznie – jedna z konkurencji rozgrywanych w ramach pływania artystycznego, podczas mistrzostw świata w pływaniu w 2022. Eliminacje odbyły się 18 czerwca, a finał został rozegrany 20 czerwca.
Do eliminacji zgłoszonych zostało trzynaście par, dwanaście z najlepszymi wynikami awansowało do finałowej rywalizacji.
Zawody w tej konkurencji wygrali reprezentanci Włoch Giorgio Minisini i Lucrezia Ruggiero. Drugą pozycję zajęli zawodnicy z Japonii Tomoka Sato i Yotaro Sato, trzecią zaś reprezentujący Chiny Shi Haoyu i Zhang Yiyao.

## Wyniki
| Miejsce | Zawodnicy                                | Państwo           | Eliminacje | Eliminacje | Finał   | Finał   |
| Miejsce | Zawodnicy                                | Państwo           | Wynik      | Miejsce    | Wynik   | Miejsce |
| ------- | ---------------------------------------- | ----------------- | ---------- | ---------- | ------- | ------- |
| 01 !    | Giorgio Minisini Lucrezia Ruggiero       | Włochy            | 88,5734    | 1.         | 89,2685 | 1.      |
| 02 !    | Tomoka Sato Yotaro Sato                  | Japonia           | 85,8086    | 2.         | 86,5939 | 2.      |
| 03 !    | Shi Haoyu Zhang Yiyao                    | Chiny             | 84,8232    | 3.         | 86,4425 | 3.      |
| 4.      | Emma Garcia Pau Ribes                    | Hiszpania         | 84,3709    | 4.         | 84,4829 | 4.      |
| 5.      | Claudia Coletti Kenneth Gaudet           | Stany Zjednoczone | 82,0709    | 5.         | 82,8966 | 5.      |
| 6.      | Jennifer Cerquera Gustavo Sánchez        | Kolumbia          | 78,5003    | 6.         | 81,2272 | 6.      |
| 7.      | Eduard Kim Żaklin Jakimowa               | Kazachstan        | 77,9746    | 7.         | 79,2599 | 7.      |
| 8.      | Joel Benavides Trinidad Meza             | Meksyk            | 76,4581    | 8.         | 77,5890 | 8.      |
| 9.      | Fabiano Ferreira Gabriela Regly          | Brazylia          | 73,2235    | 9.         | 74,8994 | 9.      |
| 10.     | Jozef Solymosy Silvia Solymosyová        | Słowacja          | 72,2422    | 10.        | 73,2881 | 10.     |
| 11.     | Kantinan Adisaisiributr Voranan Toomchay | Tajlandia         | 65,2202    | 12.        | 67,3477 | 11.     |
| 12.     | Javier Ruisanchez Nicolle Torrens        | Portoryko         | 65,5330    | 11.        | 65,8801 | 12.     |
| 13.     | Andy Avila Carelys Valdes                | Kuba              | 62,6229    | 13.        | NQ      | NQ      |